# 아리엘 아톰
아리엘 아톰(영어: Ariel Atom)은 2000년에 출시된 차량으로 아리엘에서 개발된 차량이다. 세계 최초이자 영국의 자동차 모델 최초로 로드고잉 외골격 자동차 모델로 제작되었다.

## 개요
1996년에 당시 코번트리 대학교에 다니던 학생에 의해 고안된 모델로 영국 국제 모터쇼에 컨섭트카 사양으로 출시되었다. 2000년에 1세대 모델이 출시되었고, 엔진은 로버 그룹에서 제작된 4기통 1.6L 엔진을 탑재했다. 2003년에 2세대 모델로 넘어오면서, 혼다에서 제작한 2.0L 직렬 4기통 VTEC 엔진을 탑재했다.
2010년에 3세대 모델이 출시되면서, 아리엘 아톰 V8이 출시되었다. 엔진은 하틀리에서 제작한 V8형 엔진을 탑재했고, 최고 속도는 320km/h까지 주행이 가능하다.
2018년에 4세대 모델이 출시되었고, 기존 아리엘 아톰 V8보다 출력이 낮지만, 다양한 디자인 개선 및 변경 및 운전석이 변경되었다. 같은 해 7월에 굿우드 스피드 페스티벌에서 공개되었다.

## 파생 모델

### 아리엘 아톰
1세대 모델이자 아리엘 아톰의 첫 모델로 엔진은 로버 K 시리즈 엔진을 탑재했다.

### 아리엘 아톰 2
2세대 모델로 2003년에 출시되었고 엔진은 쉐보레에서 제작한 엔진을 탑재했다.

### 아리엘 아톰 3
3세대로 모델로 2007년에 출시되었고 엔진은 혼다에서 제작한 엔진을 탑재했다.

### 아리엘 아톰 V8
2010년에 출시되었고 총 25대만 생산했다. 엔진은 케이터햄에서 제작한 8기통 엔진을 탑재했다. 

### 아리엘 아톰 3.5
2013년에 출시되었고 엔진은 혼다에서 제작한 엔진을 탑재했다.

### 아리엘 아톰 3.5R
2014년에 출시되었고 최고 속도는 275km의 성능을 자랑하고 있다.

### 아리엘 아톰 4
4세대로 모델로 2018년에 출시되었고 엔진은 혼다에서 제작한 엔진을 탑재했다.

## 비디오 게임에서의 등장
- 포르자 호라이즌 2
- 포르자 호라이즌 3
- 포르자 호라이즌 4
- 포르자 호라이즌 5
- 아스팔트 8: 에어본

## 같이 보기
- 케이터햄 자동차
- KTM 크로스보우